# Ludwik Mierosławski
Ludwik Mierosławski, né le 17 janvier 1814 à Nemours et mort le 22 novembre 1878 à Paris, est un général polonais. Il prit part aux insurrections polonaises de 1830 et de 1848 puis combattit dans les rangs des insurgés napolitains et badois (1849). Chef de l'insurrection polonaise de 1863, il fut battu à Radziejów et émigra à Paris.

## Biographie

### Jeunesse
Pierre Louis Adam Mierosławski est le fils d'Adam Kasper Mierosławski, un officier polonais de la Grande Armée et  l'aide de camp du général Davout, et d'une Française, Camille Notté de Vaupleux. Il est le frère du navigateur Adam Mierosławski (pl).
À partir de 1820, il vit avec ses parents à Łomża, dans le royaume de Pologne, créé par le congrès de Vienne et dévolu au tsar de Russie, mais qui dispose d'un gouvernement spécifique et d'une armée nationale. Il fait des études secondaires à Łomża, puis entre à l'école des cadets de Kalisz.

### L'insurrection polonaise de novembre 1830
À l'âge de seize ans, il combat en tant qu'enseigne à l'insurrection polonaise de 1830 contre Nicolas I au sein du corps du général Samuel Różycki. Après la défaite des insurgés (septembre 1831), les troupes de Różycki sont désarmées en Autriche. Mierosławski se réfugie ensuite en France, comme des milliers d'autres Polonais de la Grande Émigration.

### L'exil en France (1833-1846)
À Paris, Mierosławski publie une étude en trois volumes sur le soulèvement polonais de novembre. Elle lui vaut la réputation d'un théoricien militaire exceptionnel et permet ensuite, dans les années 1839-1840, d'enseigner l'histoire des peuples slaves à l'Institut historique français de Paris et publier ses conférences sur la stratégie et la tactique militaires.
En 1843, il devient membre de la Société Démocratique Polonaise (Towarzystwo Demokratyczne Polskie, créée en 1832 à Paris) et est élu membre de son directoire (Centralizacja). Il est également membre du mouvement de carbonaristes polonais Młoda Polska fondé en 1834 à Berne et lié à la Giovine Europa de Giuseppe Mazzini.

### Insurrections en Pologne de 1846 et 1848
En 1846, il est meneur du projet d’insurrection qui devait avoir lieu dans la région de Poznań alors sous la domination de la Prusse. Il est arrêté, emprisonné à Berlin et lors du procès de la Pologne qui débute le 2 août 1847 condamné à la peine de mort,.
En 1848, sa peine est commuée en prison à perpétuité, puis il est gracié et libéré avec d'autres révolutionnaires polonais dans le même cas.
Après quoi, en avril et mai 1848, il mène la révolte en Posnanie pour la libération et l'union de la Pologne. Mais le roi de Prusse Frédéric-Guillaume IV fait intervenir ses troupes et la révolte est matée en mai, éloignant du même coup le risque d'une guerre contre la Russie. Mierosławski est donc de nouveau emprisonné.
Grâce à l'intervention du gouvernement français, issu de la révolution de février 1848, il est de nouveau gracié le 27 juillet 1848 et expulsé en France.

### Interventions en Italie et en Allemagne (1849)
Début 1849, il se rend en Sicile dans le cadre des guerres d'indépendances italiennes et y commande les révolutionnaires locaux. Là aussi ses troupes sont défaites au siège de Catane. Blessé, il doit revenir à Paris le 24 mai pour se soigner,.
Le 9 juin 1849, il est appelé par le gouvernement provisoire du pays de Bade afin d'organiser son armée révolutionnaire après que le précédent commandant, Franz Sigel, a été blessé. Il est nommé commandant en chef et tente de se battre contre les troupes prussiennes menées par le futur Guillaume Ier. Il parvient à arrêter l'armée prussienne entre Heidelberg et Mannheim. Puis son armée est contournée et prise à revers lors de la bataille de Waghäusel le 21 juin. Il bat en retraite vers le sud, afin de former une nouvelle ligne de défense à Rastatt.
Malgré son talent tactique, Mierosławski ne réussit pas à arracher la victoire. Résigné et déçu par la faiblesse politique du gouvernement badois ainsi que par le mauvais armement de son armée, il présente sa démission le 1er juillet 1849, ne voulant pas conduire ses troupes à une défaite certaine.
Il s'exile pendant 3 mois en Suisse.
Après trois semaines de siège, le 23 juillet 1849, la forteresse de Rastatt tombe devant les troupes prussiennes, marquant la fin de la révolte badoise et de la révolution de mars.
Mierosławski retourne à Paris où il travaille comme précepteur.

### Interventions en Italie et en Pologne et mort (1861-1864)

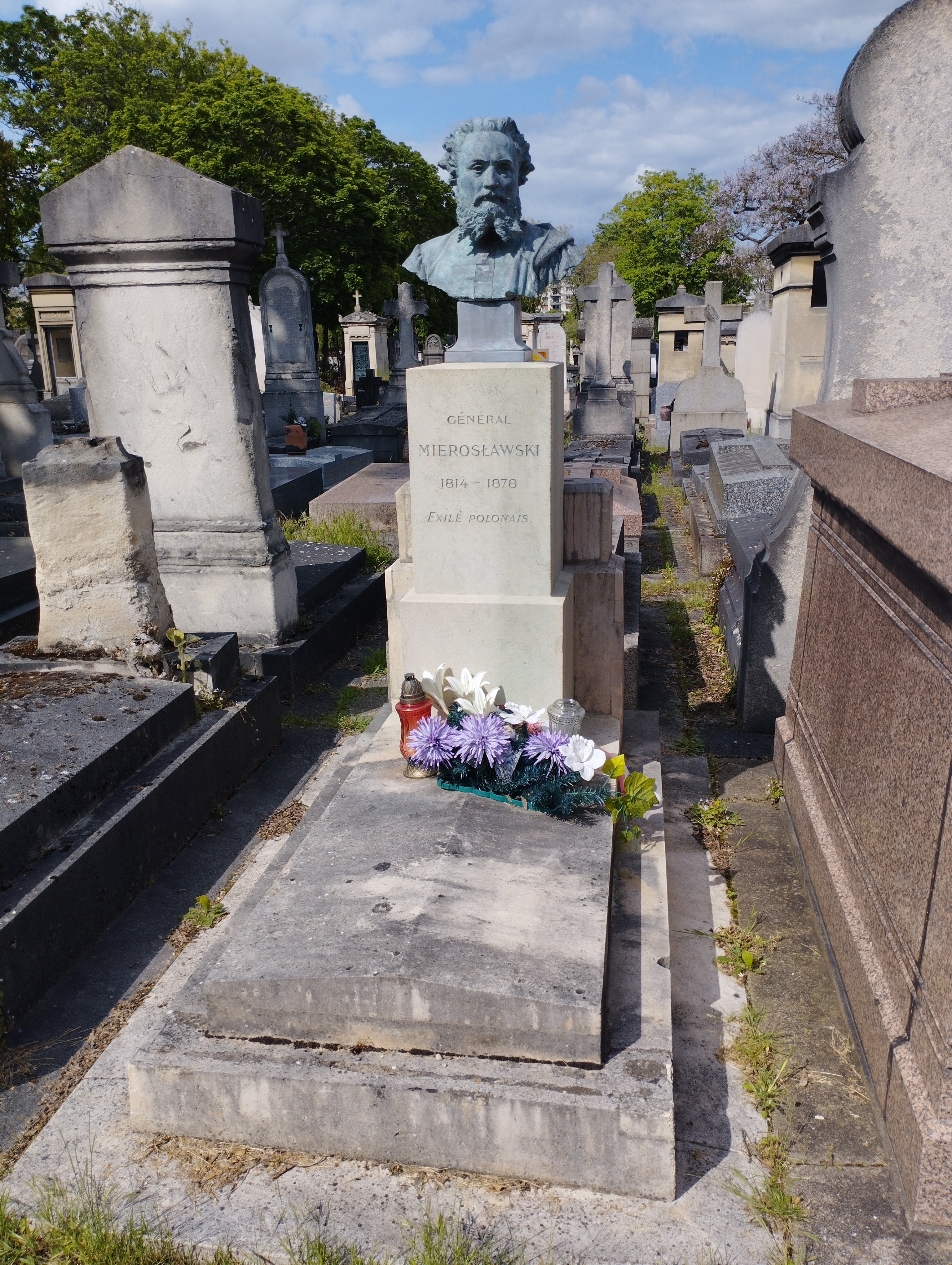
Tombe de Ludwik Mierosławski au cimetière du Montparnasse (division 10).

En 1861, il reprend le combat en rejoignant Giuseppe Garibaldi. Celui-ci lui donne le commandement de la légion internationale italienne pour lutter contre les autrichiens en Italie du Nord. Jusqu'en 1862, il est commandant de l'école militaire polonaise de Gênes. Il reprend les armes une dernière fois lors de l'insurrection polonaise en 1863 et 1864. Il se proclame dictateur.
Après une nouvelle défaite, il revient à Paris où il reste jusqu'à sa mort le 22 novembre 1878 en son domicile dans le 14e arrondissement.
Il est inhumé le 25 novembre au cimetière du Montparnasse (10e division). Le monument funéraire est réalisé par Cyprien Godebski.
Même si toutes les révolutions qu'il a mené se sont soldées par des échecs, sa réputation en a fait un « Napoléon polonais », voulant une liberté sans concession, un être indépendant qui a toujours mêlé ses aspirations à voir une Pologne libre avec un profond internationalisme.

## Œuvres publiées
- Histoire de la révolution de Pologne, t. 1-3, Paris, 1837-1878
- La tache de Caïn, Paris, 1841. sous le pseudonyme de L. Notté de Vaupleux.
  - Tome 1 lire en ligne
  - Tome 2 lire en ligne
- (de) Kritische Darstellung des Feldzugs von 1831, Berlin, 1847 (lire en ligne)
- Réponse aux dépêches du chargé d'affaires de France à Berlin. Paris 1848 lire en ligne
- Rapports du général Mieroslawski sur la campagne de Bade., Berne, 1849 (lire en ligne)
- De la nationalité polonaise dans l'équilibre européen, Paris, F. Chamerot, 1856
- Jeu géographique et stratégique, par le Gal L. Mieroslawski. Paris 1857 lire en ligne